# Weissia austrocrispa
Weissia austrocrispa là một loài Rêu trong họ Pottiaceae. Loài này được (Beckett) I.G. Stone miêu tả khoa học đầu tiên năm 1980.